# Gertrud Turban

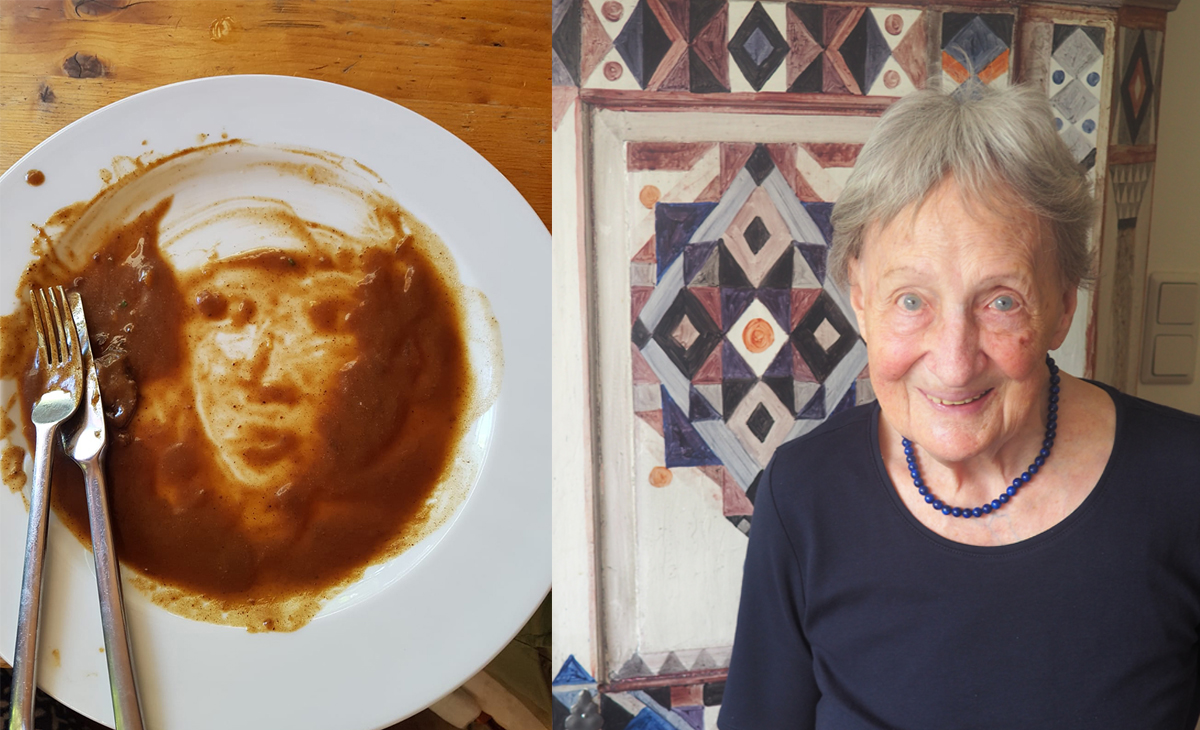
Gertrud Turban

Gertrud Turban, geb. Mückenberger (* 19. September 1925 in Traunstein; † 15. Juni 2022 in Bamberg), war eine deutsche Malerin.

## Leben
Turban studierte von 1946 bis 1951 an der Akademie der Bildenden Künste in München. Während ihres Studiums wurde sie ausgewählt bei der Restaurierung der Fresken im Maximilianeum in München mitzuarbeiten, bevor dort 1949 der Landtag einzog. 1951/1952 legte sie die Prüfung für das Höhere Lehramt ab. Ab 1958 lebte sie als Freischaffende Künstlerin in Bamberg. Sie hatte fünf Kinder, Maria, Angelika, Andrea, Martin und Susanne. Die Tochter Angelika Turban ist ebenfalls Künstlerin.

## Werk
Sie bevorzugte in vielen ihrer Gemälde, seien es religiöse Themen, expressive kantige Figuren oder Blumenmotive, die eher wenig verbreitete Wachskreide-Maltechnik und schuf sehr eigenständige unverwechselbare Werke. In der Bamberger Kirche St. Urban (1989 geweiht) wurde sie mit Freskenmalereien beauftragt. Von 1959 bis 1975 waren ihre Arbeiten in Ausstellungen der Freien Gruppe Bayreuth zu sehen.
- 1959 Vögel (Wachskreide 33,8 × 44,5 cm)
- 1960 Heimsuchung (Wachskreide 60,5 × 48,5 cm)
- 1970 Rotes Haus hinter Bäumen (Wachskreide 47,5 × 60,5 cm)
- 1972 Stillleben  (Wachskreide 43,5 X 63 cm)[3]